# Renault 10 CV

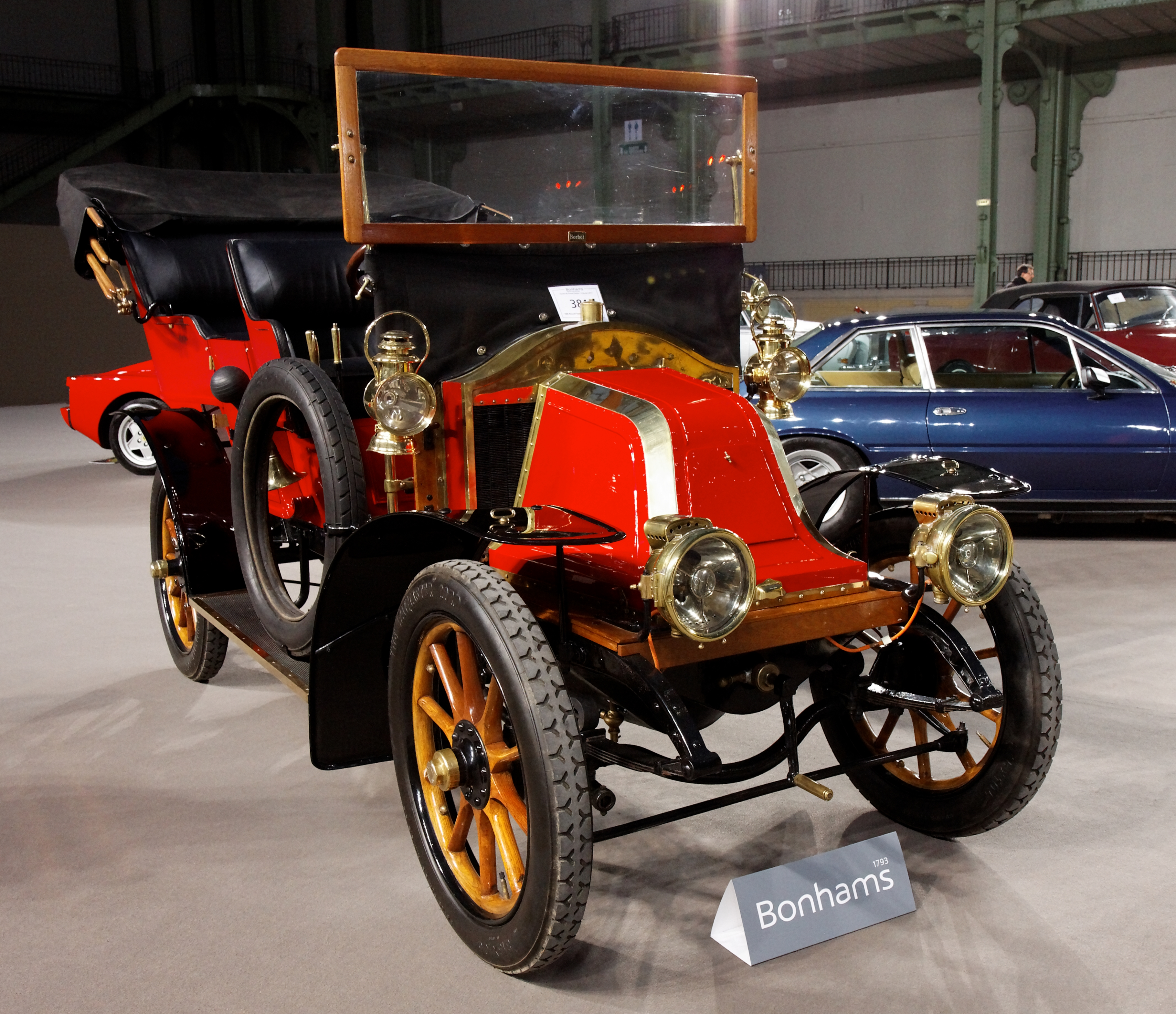
Renault Type Y

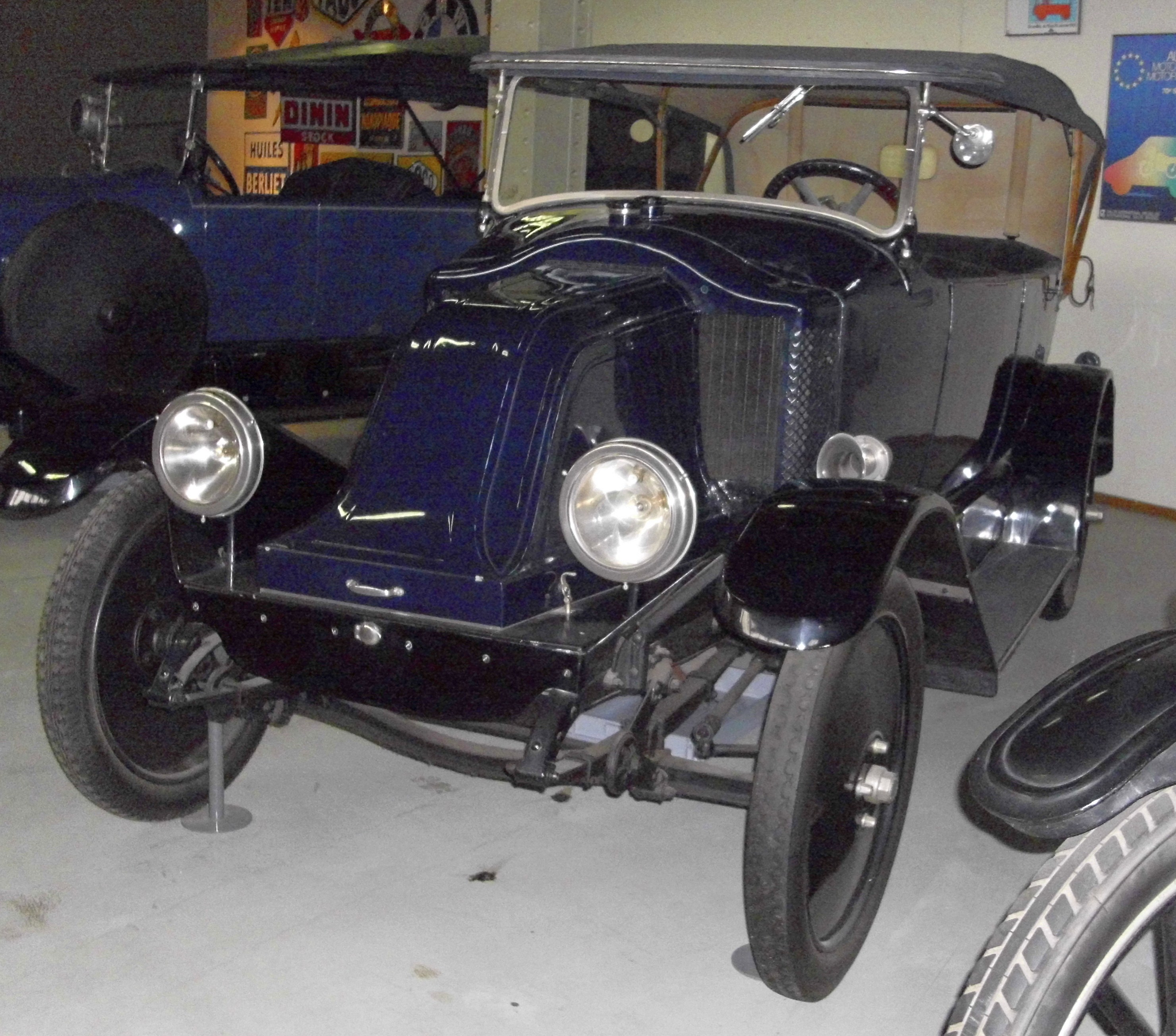
Renault Type IG

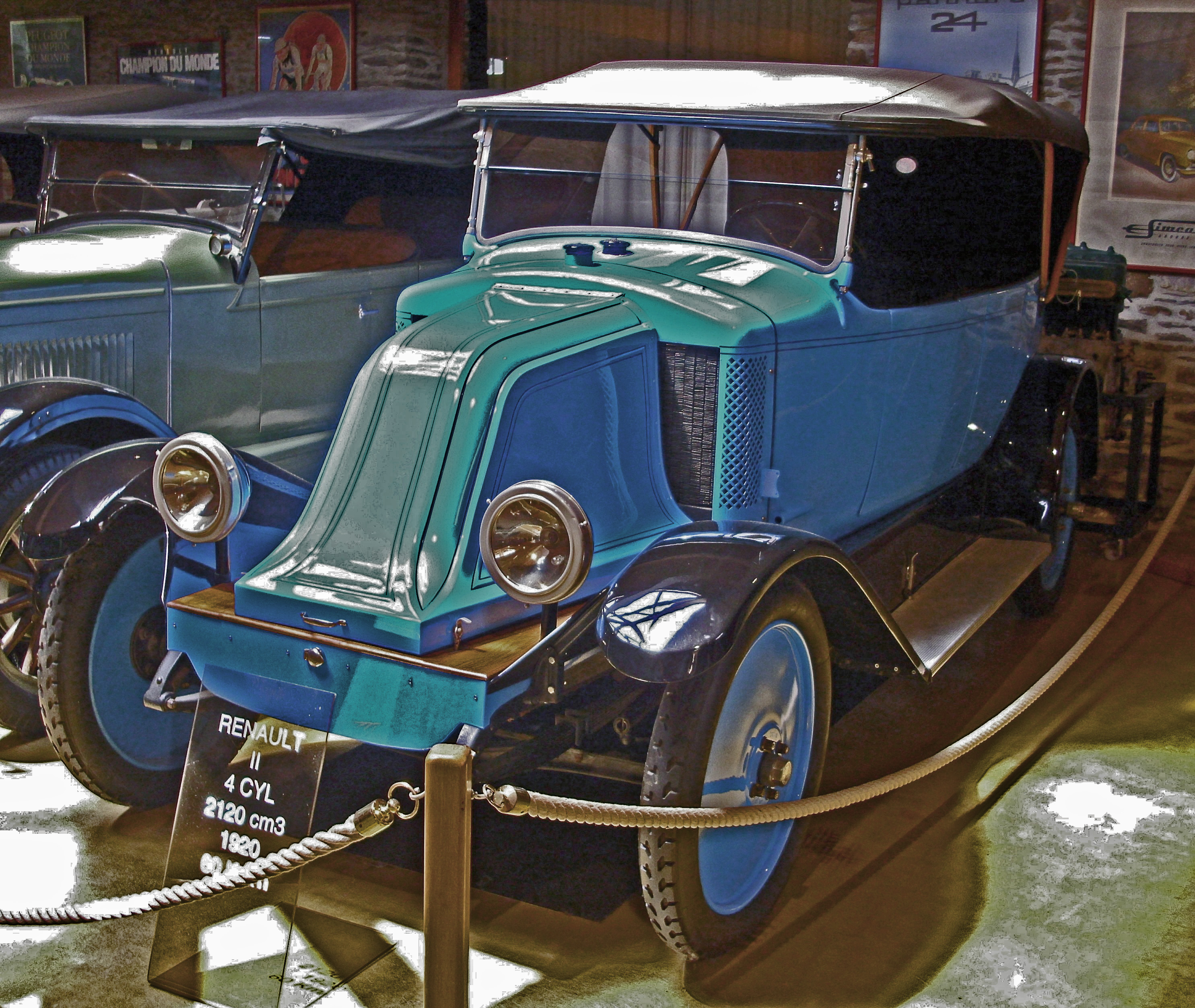
Renault Type II

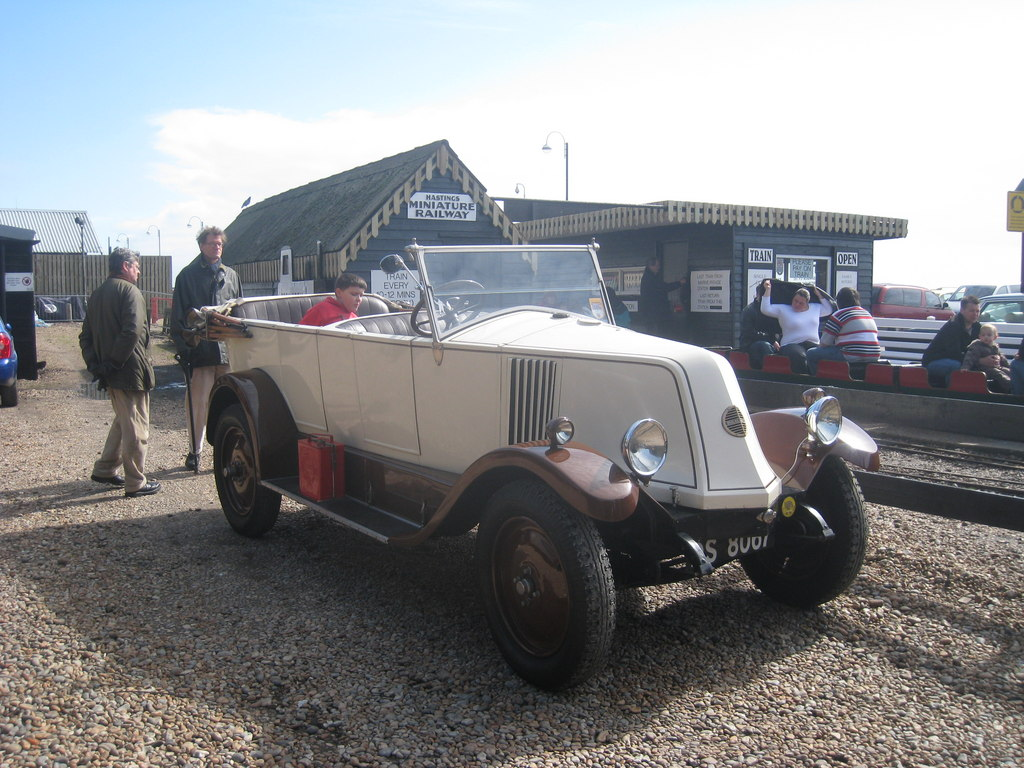
Renault Type KZ

Der Renault 10 CV war eine Pkw-Modellreihe des französischen Automobilherstellers Renault aus der Zeit vor dem Zweiten Weltkrieg. Dabei stand das CV für die Steuer-PS. Zu dieser Modellreihe gehörten:
- Renault Type U (a) (1903–1904)
- Renault Type Y (1905–1906)
- Renault Type AH (1905–1907)
- Renault Type AM (1907–1909)
- Renault Type BK (1909–1912)
- Renault Type GS (1919–1920)
- Renault Type IC (1921)
- Renault Type IG (1920–1921)
- Renault Type II (1921–1923)
- Renault Type IM (1921–1922)
- Renault Type JR (1922)
- Renault Type KZ (1922–1933)